# Octopus filamentosus
Espèce
Synonymes
- Octopus (Octopus) filamentosus Blainville, 1826[2]

Octopus filamentosus est une espèce de mollusques de l'ordre des octopodes.
Elle vit au sud de l'Australie. C'est une espèce peu connue et rarement rencontrée.